# John Norton (waterpolo)
John Bayes Norton (New York, 27 november 1899 – Lebanon, 24 november 1987) waterpoloër die deelnam aan de Olympische Zomerspelen 1924 te Parijs. Hij won met het Amerikaanse team toen de bronzen medaille bij waterpolo. Hij speelde drie van de wedstrijden en scoorde driemaal. 